# شهرام ناظری
شهرام ناظری (زادهٔ ۲۹ بهمن ۱۳۲۸) موسیقی ‌دان و خوانندهٔ اهل ایران است. او از خوانندگان شناخته‌شدهٔ موسیقی اصیل ایرانی و ملقب به "شوالیهٔ آواز ایران" است. مجمع انجمن آسیا وی را "هنرمند برتر آسیا"، روزنامهٔ نیویورک تایمز او را "بلبل فارسی" و روزنامهٔ کریستین ساینس مانیتور او را "لوچیانو پاواروتی ایران" نامیده‌است.
شهرام ناظری نخستین آلبوم‌هایش به صورتِ آلبوم‌های مشترک با محمدرضا شجریان با محتوای میهنی و مضامینی نظیر آزادی‌خواهی در اواخر دهه پنجاه توسط کانون چاووش منتشر شد و از آثار کانون چاووش، تصنیف‌های ایران ای سرای امید ساختهٔ محمدرضا لطفی بر روی شعری از ه.ا.سایه که توسط هم شجریان و هم ناظری خوانده شد، و آزادی با صدای ناظری و همراه شو عزیز با صدای شجریان، به شهرت بالا رسیدند. پس از پایان کار کانون چاووش، ناظری در دهه شصت به خواندن قطعات بسیار با شعر مولانا جلال‌الدین بلخی پرداخت و نخستین خواننده‌ای شد که به‌طور ویژه به شعر مولوی توجه کرده‌ است و از آن میان، آلبوم گل صدبرگ به شهرت و محبوبیتِ بالا رسید. در آغاز دهه هفتاد، همکاری شهرام ناظری با پسرعمویش کیخسرو پورناظری منجر به خلق آثاری با ساز تنبور شد. از آثار حاصل این دوره، تصنیف مهتاب ‌رو شهرت خاصی یافت.
از معروف‌ترین تصنیف‌های شهرام ناظری می‌توان به تصنیف‌های اندک اندک با شعر مولانا در آلبوم گل صدبرگ، تصنیف آتشی در نیستان با شعر مجذوب تبریزی در آلبومی به همین نام، کاروان شهید با آهنگ محمدرضا لطفی و شیدا شدم با شعر خودش، تصنیف مهتاب‌رو در آلبومی به همین نام، و تصنیف‌های میهنی و ایران‌دوستانه‌اش (مانند سرود ایران جوان یا آثار کانون چاووش) اشاره کرد. هم‌چنین، آثاری که ناظری به زبان مادری‌اش (زبان کُردی) اجرا کرده، مشهورند. از معروف‌ ترین آثار کردیِ کرمانشاهانی که ناظری نیز خوانده می‌توان به تصنیف‌ های قدیمیِ کابوکی، شیرین شیرین و واران وارانه اشاره کرد که او بازخوانی کرده‌ است.
ناظری در سال ۲۰۰۷، از سوی دولت فرانسه نشان لژیون دونور و در سال ۲۰۱۴ «نشان شوالیه ملی لیاقت» فرانسه به او اهدا شد. نیویورک تایمز به او لقب «بلبل ایرانی» داده‌است.

## زندگی

### کودکی و نوجوانی

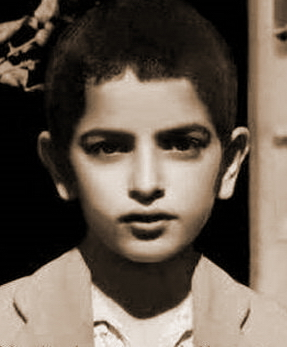
ناظری در کودکی

شهرام ناظری در ۲۹ بهمن ۱۳۲۸ در کوچهٔ یخچالی در محلهٔ برزه‌دماغ (کرمانشاه) در خانواده‌ای کُرد آشنا با موسیقی و شعر متولد شد. وی صدای دل‌ نشینش را از پدر و مادر خویش به یادگار دارد و از دوران خردسالی توسط مادرش با شعر و آواز آشنا شد؛ پدرش نیز صدای لطیفی داشت و ضمن آشنایی با گوشه‌ها و ردیف‌های آواز ایرانی، سه‌تار هم می‌نواخت. وی از سبک قدما و خوانندگان آن دیار به خصوص «شیخ داوودی» خوانندهٔ بزرگ آن زمان بهره گرفته و نیز داشته‌هایش را در اختیار فرزندش گذاشت.
بزرگ این خانواده، استاد پرویز خان پورناظری معروف به حاجی خان خود از شاگردان درویش خان و کلنل وزیری بوده‌ است. اکثر موسیقی‌ دانان کرمانشاه توسط وی با نت و موسیقی اصیل ایرانی آشنا شده‌اند. این محیط مناسب هنری موجب شد تا شهرام ناظری بتواند در سن ۷ سالگی اولین برنامهٔ هنری خود را در رادیوی کرمانشاه همراه با تار درویشی، از نوازندگان معروف آن زمان کرمانشاه، اجرا نماید. پس از آن در سن ۱۱ سالگی نیز توانست در رادیو تلویزیون ایران چند برنامهٔ آواز ایرانی اجرا کند.

### آغاز فعالیت حرفه‌ای

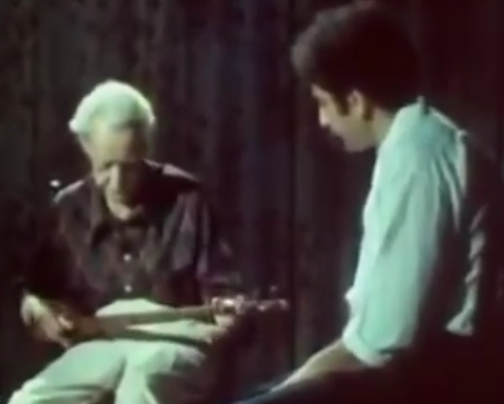
شهرام ناظری جوان و استادش احمد عبادی

ناظری همواره در پی بهره بردن از مکاتب و استادان مختلف بوده‌است. وی در سال ۱۳۴۵ برای بهره‌گیری از محضر استادانی چون عبدالله دوامی، نورعلی خان برومند، عبدالعلی وزیری، محمود کریمی عازم تهران شد و ضمن بهره‌گیری از محضر این استادان، سه‌تار را نیز نزد استادان احمد عبادی، جلال ذوالفنون و محمود هاشمی فرا گرفت.
شهرام ناظری به مدت یک سال نیز در تبریز با نوازندگان و موسیقی‌دانان آن دیار مانند غلامحسین بیگجه‌خانی و محمود فرنام قیطانچیان که خود از شاگردان اقبال آذر بودند در زمینه موسیقی ایرانی کار کرد. در سال ۱۳۵۴ بنا به پیشنهاد نورعلی‌خان برومند به استخدام رادیو تلویزیون ایران درآمد و اولین برنامهٔ خود را با گروه شیدا به سرپرستی محمدرضا لطفی با مثنوی مولوی و ترانه‌ای از شیخ بهایی اجرا کرد، پس از آن با گروه عارف به سرپرستی حسین علیزاده و پرویز مشکاتیان کار خود را ادامه داد. دوستی نزدیک و رفت‌وآمد خانوادگی شهرام ناظری جوان با محمدرضا شجریان نیز از سال ۱۳۵۴ و از دیدار در ساختمان رادیو ملی ایران آغاز شد، و نزدیک به هفت سال به درازا کشید. ناظری در سال ۱۳۵۵ در نخستین آزمون موسیقی سنتی ایران با نام باربد شرکت کرد و توانست مقام نخست را در رشتهٔ آواز در این آزمون به دست آورد. در سال ۱۳۵۶ همراه با گروه سماعی به سرپرستی اصغر بهاری و حسن ناهید برای اجرای کنسرت در جشنوارهٔ توس انتخاب شد.

### همکاری با کانون چاووش
ناظری از سال ۱۳۵۷ تا ۱۳۶۰ در آلبوم‌های چاووش به شماره‌های ۲، ۳، ۴، ۷ و ۸ با همکاری گروه‌های شیدا و عارف کانون فرهنگی و هنری چاووش به سرپرستی محمدرضا لطفی، حسین علیزاده و پرویز مشکاتیان آواز خوانی کرد. کانون چاووش با تلاش محمدرضا لطفی و زیر نظر ه. الف. سایه پایه‌گذاری شده بود و از آن جایی که این کانون در زمان انقلاب فعالیت می‌کرد، بیشتر محتوای آلبوم‌های چاووش حماسی و انقلابی بودند. برخی از آلبوم‌های چاووش، از جمله چاووش ۲، اولین آلبوم با حضور شهرام ناظری آلبوم‌های مشترکی بین ناظری و محمدرضا شجریان می‌باشند و در آن‌ها این دو هنرمند سرودهای انقلابی بسیاری را اجرا کرده‌اند. چاووش ۲ دربرگیرندهٔ دو سرود معروف شب نورد و برادر نوجوونه، باصدای شجریان و آزادی آن زمان که بنهادم، باصدای ناظری می‌شد. تصنیف معروف ای پدر اثر محمدرضا لطفی در چاووش ۴ اجرا شد تا حس از دست دادن فردی بزرگ را منتقل کند.

### همکاری گسترده با کیخسرو پورناظری و جلال ذوالفنون
شهرام ناظری آلبوم مثنوی موسی و شبان را با همکاری جلال ذوالفنون و بهزاد فروهری، بنمای رخ را با همکاری نوازندگان مرکز حفظ و اشاعه موسیقی سنتی ایران و گروه مولانا به سرپرستی محمدجلیل عندلیبی، آلبوم صدای سخن عشق را باهمکاری گروه تنبور شمس و لاله بهار را با همکاری گروه عارف به سرپرستی پرویز مشکاتیان تهیه کرد.
او در سال‌های ۱۳۶۰ تا ۱۳۶۴ به روش‌های مختلف مشغول تدریس موسیقی و ردیف‌های آوازی به علاقه‌مندان گردید. در این دوران آثار زمستان، بشنو از نی و نجوا را منتشر نمود. از سال ۱۳۶۴ به بعد با همکاری گروه‌های موسیقی ایرانی کارهای زیبایی را به بازار موسیقی عرفانی و اصیل ایرانی عرضه ساخت که از درخشان‌ترین این آثار می‌توان شورانگیز با همکاری حسین علیزاده، گل صدبرگ و آتش در نیستان با همکاری جلال ذوالفنون، یادگار دوست و ساقی‌نامه ۱ و ساقی‌نامه ۲ را با همکاری کامبیز روشن‌روان نام برد. در این سال هاست که ناظری آلبوم بی‌قرار را با همکاری گروه جلیل عندلیبی و همچنین کنسرت استادان موسیقی ایران را با همکاری گروه استادان موسیقی ایران (گروهی به سرپرستی فرامرز پایور) اجرا و منتشر کرده‌است. لازم است ذکر شود گل صدبرگ معروف‌ترین اثر شهرام ناظری و بسیاری از مردم ناظری را با تصنیف اندک اندک با شعر مولانا اجرا شده در این آلبوم می‌شناسند.
در سال‌های دهه هفتاد خورشیدی شهرام ناظری آثار بسیاری را اجرا نمود که از آن جمله می‌توان به آلبوم‌های نوروز به همراهی با حسین علیزاده، مهتاب رو با گروه تنبور شمس (آهنگ‌سازی کیخسرو پورناظری) و دل شیدا با آهنگ‌سازی فرامرز پایور اشاره نمود. همکاری ناظری با کامکارها نیز منجر به آفرینش دو اثر ماندگار به نام‌های کنسرت کامکارها ۷۶ و کنسرت ۷۷ گشته‌است. وی با انتشار دو آلبوم ساز نو آواز نو و سفر به دیگر سو مسیر نوینی از موسیقی خویش را نمایان ساخت به‌طوری‌که سفر به دیگر سو را دکترین موسیقایی خود می‌داند.

### اجرای شاهنامهٔ فردوسی و موسیقی نوین

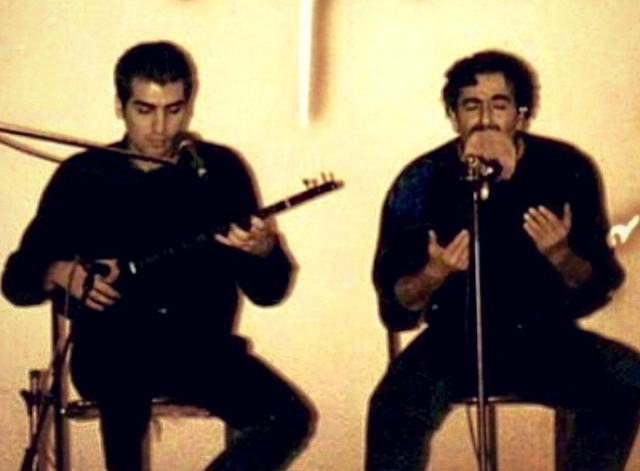
شهرام و حافظ ناظری، ۱۳۸۰

شهرام ناظری در دهه هشتاد خورشیدی به پژوهش و مسیریابی برای آرایه موسیقی نوین پرداخت. پژوهش بر نحوه اجرای شاهنامه فردوسی و پروژهٔ مولوی که در سال جهانی مولانا از فعالیت‌های وی در این سال‌ها می‌باشد. وی در این سال‌ها چندین آلبوم دیگر منتشر کرد که آثار آواز اساطیر، لیلی و مجنون، لولیان، مولویه (شور رومی) و سفر عسرت از آن جمله می‌باشند.
در سال ۱۳۹۰ ناظری یک آلبوم موسیقی به نام امیرکبیر با آهنگ‌سازی پژمان طاهری منتشر کرد که بیشتر اشعار آن را شعرهای نو تشکیل می‌دادند. مدتی بعد، پس از ۶ سال تأخیر کنسرت شهرام ناظری و لوریس چکناوریان منتشر شد. این اثر مربوط به اجرای ارکستر بزرگ کومیتاس ارمنستان به رهبری مایسترو لوریس چکناوریان در سال ۱۳۸۴ می‌باشد که بیشتر قطعات آن به زبان کردی (زبان مادری شهرام ناظری) می‌باشند. البته در این اثر ۴ قطعهٔ فارسی نیز به نام‌های زین دوهزاران من و ما، شیدا شدم، آواز به همراه چنگ و آب حیات عشق اجرا شده‌است. بیشتر قطعات این آلبوم در سایر آثار ناظری به همراه سازهای میهنی ایرانی نیز اجرا شده‌اند و در این اثر در قالب موسیقی ارکستری با سازهای غربی آرایه شده‌اند. آلبوم درفش کاویانی، کاوه آهنگر به آهنگ‌سازی فرید الهامی و اجرای گروه فردوسی که به زودی منتشر خواهد شد مربوط به اجرای شاهنامه اثر حکیم ابوالقاسم فردوسی می‌باشد و مانند بسیاری از آثار شهرام ناظری تنبور محور می‌باشد.
از کنسرت‌های او در سال ۱۳۹۳ می‌توان به کنسرتش به همراه گروه فردوسی در کرمانشاه اشاره کرد که در آن قطعات کردی بسیاری را اجرا کرد اما پس از پایان کنسرت برخی از رسانه‌ها اجرای قطعات کردی به ویژه قطعه‌ای که به فارسی می‌شد من کرمانشاهی‌ام فارسی نمی‌دانم او را مخالف وحدت و همبستگیِ میهنیِ ایرانیان نامیدند. ناظری در واکنش به این‌ها گفت: این انگ‌ها به من نمی‌چسبد، من فرزند کرد هستم که فارسی نمی‌دانم. اما به زبان کردی جان من به فدای تو که فارس هستی، اتفاقاً این شعر مخالف قومیت هاست و می‌گوید جان من فدای تو که فارس هستی.

## سبک آوازخوانی
ناظری خواننده‌ای است که در آثارش روحیه تکرار ناپذیری دارد و همواره تلاش نموده‌است که نگرش و تجربه‌ای جدید را در آواز و موسیقی به‌وجود آورد. وی تحریرهای ریتمیک و خاصی را از سال‌های پایانی دهه هفتاد خورشیدی در آثارش استفاده نمود، از جمله این آثار می‌توان به آلبوم‌های ساز نو آواز نو، سفر به دیگر سو، لولیان و مولویه (شور رومی) اشاره کرد.

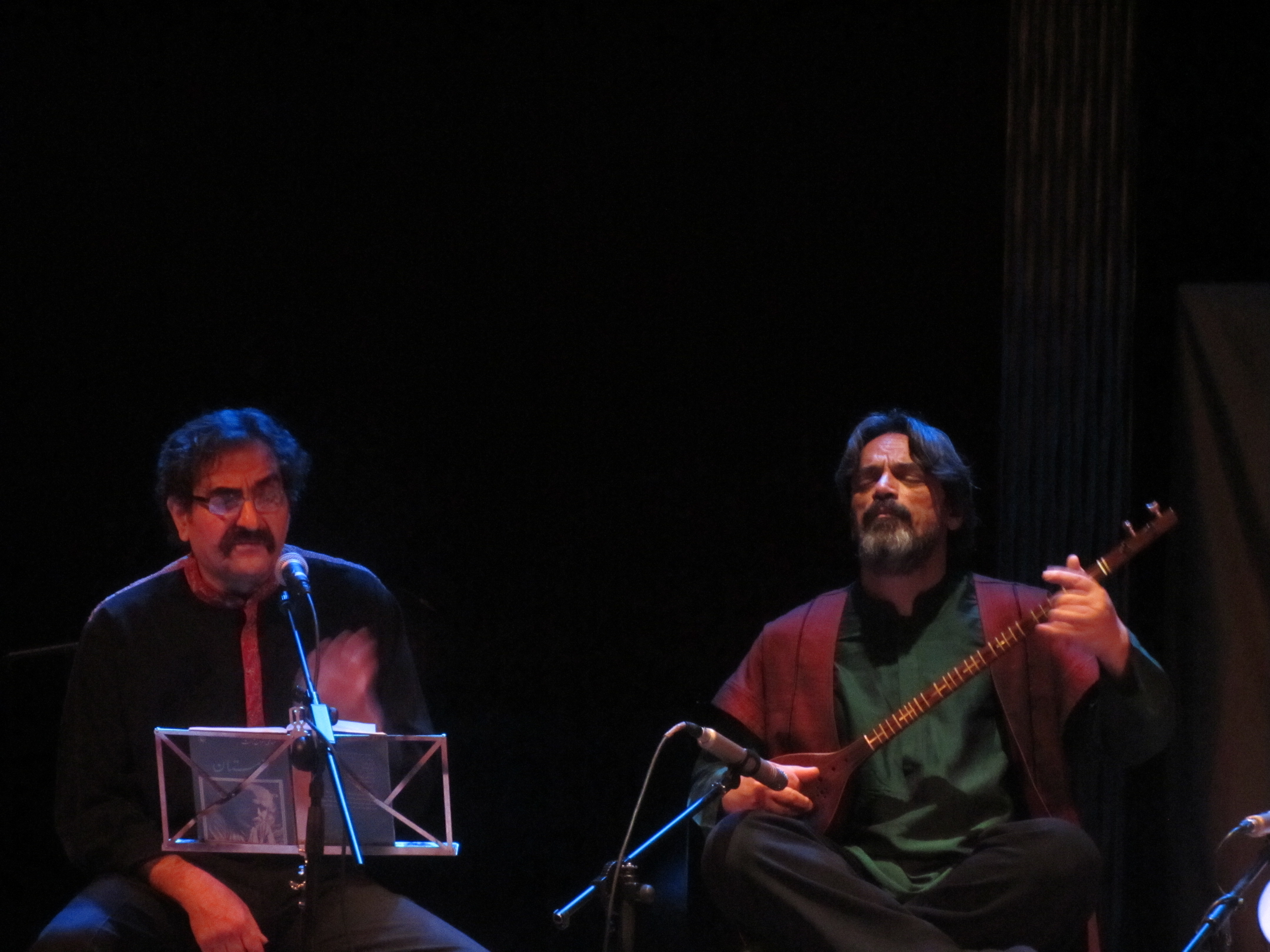
حسین علیزاده و شهرام ناظری در کنسرتی در مادرید در سال ۲۰۱۱

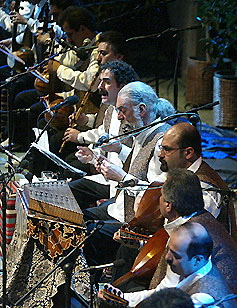
شهرام ناظری و پرویز مشکاتیان ۱۳۸۳

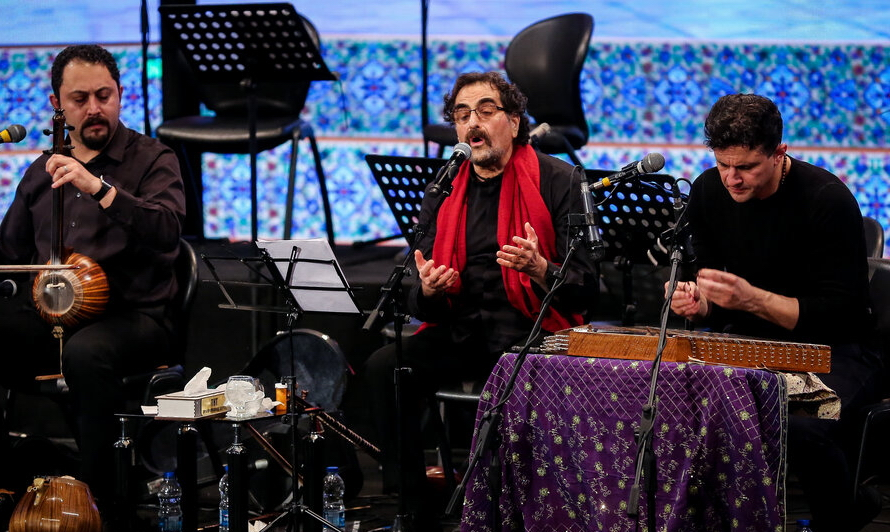
شهرام ناظری پژمان طاهری، کنسرت آرش کمانگیر ۱۳۸۷

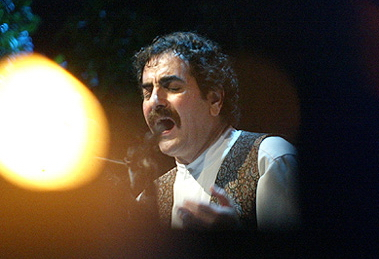
شهرام ناظری، ۱۳۸۳

داریوش صفوت بنیان‌گذار مرکز اشاعه و حفظ موسیقی سنتی، ارزش صدای ناظری را در ویژگی‌های حماسی آن تشخیص داد و چنین تشریح نمود:
در صدای ناظری لنگرها، دندانه‌ها و آکسن‌های خاصی وجود دارد که به آن حس حماسی بخشیده‌است. این لحن حماسی قرن‌ها پیش در آواز ایرانی وجود داشته اما به دلیل مسائل تاریخی کمرنگ شده و به تدریج از بین رفته‌است.
خود شهرام ناظری در این باره می‌گوید:
یک حرکت یک حماسه در اجرا و خواندنم هست آن هم بخاطر فرهنگ کُرد بودنم است.

### توجه خاص به مولانا
نوشتار اصلی: شکل ویژهٔ اشعار مولانا
ناظری در اجرای شعرهای مولوی پیشرو تمامی خوانندگان بوده‌است. آلبوم مثنوی موسی و شبان و صدای سخن عشق رویکرد جدیدی به موسیقی و شعر عرفانی محسوب می‌شود که ناظری در سال‌های پایانی دههٔ پنجاه و سال‌های آغازین دههٔ شصت خورشیدی از خود بر جای گذاشت. همچنین در سال ۱۳۶۴ به مناسبت گرامی‌داشت هشتصدمین زادروز مولوی دو اثر گل صد برگ و یادگار دوست را منتشر کرد. اثر یادگار دوست به عنوان اولین سمفونی ایرانی و گل صدبرگ به عنوان یکی از پرفروش‌ترین آثار موسیقی ایران، هر دو انقلابی در موسیقی سنتی ایران به‌وجود آوردند. این یادواره بار دیگر دو دهه بعد برای بزرگداشت مولانا، تکرار شد. از دیگر آثار برجسته ایشان که بر روی شعرهای مولوی اجرا شده می‌توان به آلبوم مولویه که در خارج از ایران با نام شور رومی شناخته می‌شود نیز اشاره کرد این اثر نامزد دریافت جایزهٔ گرمی ایالات متحده در سال ۲۰۰۷ میلادی برابر با ۱۳۸۶ خورشیدی نیز شده‌است. دیپاک چوپرا فیلسوف هندی-آمریکایی الاصل نیز در این آلبوم حضور دارد.جادو در گذشته نهفته‌است
این کار در سال بزرگداشت مولانا عرضه شد و به عنوان یکی از بهترین لوح‌های فشرده سال جهان معرفی شد. روزنامهٔ بوستون گلوب و لس آنجلس تایمز چاپ آمریکا، در گزارشی با عنوان «شعر مولانا در حرکت»، به بررسی تلاش‌های شهرام و حافظ ناظری برای زنده نگه داشتن اشعار مولانا پرداخته‌است.

### شاهنامه‌خوانی
یکی از ویژگی‌های بارز شهرام ناظری نسبت به خوانندگان هم‌عصرش توجه ویژهٔ وی به اسطوره‌ها و تحقیق و جستجو در خصوص لحن‌های حماسی گمشدهٔ آواز ایرانی است. ناظری آلبوم‌ها و اجراهایی از اشعار شاهنامه کردی و شاهنامه فردوسی دارد. وی نخستین خواننده‌ای است که برای شاهنامهخوانی پژوهشی چندین‌ساله انجام داد و در آمریکا، فرانسه و تونس اجراهای صحنه‌ایِ شاهنامه‌خوانی داشت.

ناظری شاهنامه را در سه بستر ارائه می‌دهد:
1. اجرای شاهنامه و ارائهٔ آن با موسیقی مقامی، برگرفته از دیدگاه‌های باستانی و موسیقی فولکلور ایران و همراهی سازهایی همچون تنبور، دیوان، کمانچه، عود، هارپ و دف. این نوع، با همراهی فرید الهامی و گروه فردوسی در فستیوال کارتاژ تونس، جشنوارهٔ سن فلوران فرانسه و سپس در اسفندماه ۱۳۸۹ و سال ۱۳۹۰ در شهراهای مختلف ایران اجرا شده‌است. بخش فارسی این اثر با نام درفش کاویانی به صورت صوتی و تصویری منتشر شده، ولی بخش کردی آن هنوز در دسترس نیست.
2. اجرای شاهنامه با ارکستر بزرگ کلامی بر مبنای موسیقی دستگاهی. در این بخش ناظری به همراه کیوان ساکت بر روی شاهنامه کار کرده‌است.
3. برداشت سوم نیز اجرای شاهنامه با گروه اینترنشنال در نیویورک با همراهی حافظ ناظری است که نمونه آن در سال ۲۰۱۰ در سالن کارنگی هال نیویورک اجرا شده‌است.
4. اجرای بخش بیژن و منیژه از شاهنامه به صورت سلو در سال ۱۳۹۵[۲۵] و همچنین در کنسرت ایتالیا با همراهی حسین علیزاده و پژمان حدادی ۲۰۱۹.[۲۶][۲۷]

شهرام ناظری با تلاش‌ها و اجراهایی که تاکنون داشته‌است راه را برای شاهنامه‌خوانی خوانندگان جوان هموار نموده‌است. از آلبوم‌هایی که بر اساس اشعار شاهنامه اجرا شده‌اند می‌توان به آلبوم درفش کاویانی، کاوهٔ آهنگر اشاره کرد.

## فعالیت اجتماعی
برخی از فعالیت‌های انسان‌دوستانه و اجتماعی شهرام ناظری:
- اجرای کنسرت تالار وحدت در سال ۱۳۸۰ به منظور کمک به کودکان افغان آسیب‌دیده از جنگ داخلی آن کشور، و حضور در گلریزان برای کودکان کار ایران[۲۸]
- کنسرت سالن رویال آلبرت هال لندن در سال ۱۳۸۲ برای کمک به آسیب‌دیدگان زمین‌لرزه بم[۲۹][۳۰]
- کنسرت سالن میلاد تهران در سال ۱۳۸۲ برای کمک به آسیب‌دیدگان زمین‌لرزه بم[۳۱]
- اهدای تعدادی ساز حرفه‌ای به هنرمندان شهر بم[۳۲]
- اهدای همهٔ درآمد سال ۱۳۹۲ به آسیب‌دیدگان پیرانشهر، شین‌آباد، جذامی‌ها[۳۲] و بیماران بی‌بضاعت سرطانی ایران. شهرام ناظری با این کار، مبلغی بالغ بر چندصد میلیون تومان را برای امور خیریه قرار داد.[۳۳]
- انتشار و تقدیم آهنگ برگریزان[۳۴] به مردم کرمانشاه پس از زمین‌لرزه سال[۳۵] ۱۳۹۶
- کنسرت سالن وزارت کشور به همراه گروه کامکارها در سال ۱۳۹۶برای کمک به آسیب‌دیدگان زمین‌لرزه کرمانشاه و ساخت مدرسه در این آن استان[۳۶][۳۷][۳۸]
- کنسرت‌هایی در سال ۱۳۹۸ از جمله در دانشگاه صنعتی شریف برای کمک به سیل‌زدگان گلستان، خوزستان و لرستان[۳۹]
- انتشار و تقدیم آهنگ جان جانم[۴۰] به درگذشتگان حادثه شلیک هواپیمای اوکراینی در بهمن‌ماه ۱۳۹۸.[۴۱][۴۲] آهنگ و شعر - به جز بند آخر که به صورت بداهه و هنگام ضبط استودیویی توسط شهرام ناظری به شعر اصلی اضافه شده‌است - از ارشک رفیعی[۴۳]

## اجراهای بین‌المللی
ناظری در سراسر جهان در سالن‌ها و فستیوال‌های بزرگ برنامه و کنسرت‌هایی اجرا نموده‌است. جشنواره موسیقی اکس-آن-پروانس، جشنواره موسیقی آوینیون، تئاتر دلاویل پاریس، جشنواره سامر توکیو، سالن تئاتر دالبی لس آنجلس، رویال آلبرت هال، جشنواره دل پوپولو در ایتالیا، جشنواره بیت الدین لبنان، ارکستر فیلارمونیک کلن آلمان، مجمع انجمن آسیا، مؤسسه جهانی موسیقی بروکلین، آکادمی موسیقی بام نیویورک، جشنواره اروپا رم، جشنواره موسیقی سائو پائولو و جشنواره موسیقی فاس مراکش و اجرا در شهرهای ونیز، بارسلون، مادرید، ژنو، بروکسل، آمستردام، استکهلم، اسلو و کپنهاگ از جمله بزرگترین اجراهای جهانی ناظری به‌شمار می‌رود.

## افتخارات و جوایز

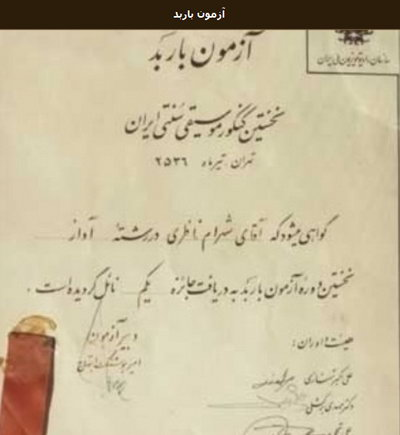
نتیجه دوره نخست آزمون باربد

- جایزهٔ «کونکورز» موسیقی فولکلور در سال ۱۹۷۵[۳]
- دریافت جایزه یکم در نخستین دوره آزمون باربد در رشته آواز[۴۴]
- دریافت جایزهٔ «بهترین موسیقی عرفانی جهان» در جشنوارهٔ فاس مراکش در سال ۱۹۹۷ (وی پس از دریافت این جایزه، از سوی مطبوعات آمریکا لقب پاواروتی ایران را نیز دریافت کرد.[۵])
- دریافت جایزه ویژه شهر ارواین ایالت کالیفرنیا برای گسترش پیام معنوی مولانا و صلح از طریق زبان موسیقی در سال ۲۰۰۶[نیازمند منبع]
- دریافت نشان «لژیون دونور» از سوی دولت فرانسه در سال ۲۰۰۷[۴۵][۴۶][۴۷]
- دریافت نشان «شوالیه ادب و هنر» از سوی دولت فرانسه در سال ۲۰۰۷[۴۸] این نشان بالاترین نشان فرهنگی فرانسه‌است و پاس‌داشتی است از طرف دولت فرانسه به هنرمندانی که تلاش ویژه‌ای در جهت اعتلای فرهنگ و هنر دارند.
- دریافت عنوان هنرمند برتر آسیا از طرف مجمع آسیاسوسایتی ۲۰۰۷[۲][۳]
- در این مراسم بان کی‌مون دبیرکل سازمان ملل متحد تقدیر ویژه‌ای از شهرام ناظری به عمل آورد.[۴۹]
- دریافت جایزهٔ «اسطورهٔ زنده»[واژه‌نامه ۱] از دانشگاه یوسی‌اِل‌اِی[۵۰]
- دریافت نشان طلایی سماع بارگاه مولانا از دست اسین چلبی نواده مولانا در سال ۱۳۸۶ در شهر قونیه ترکیه و انتخاب به عنوان رئیس افتخاری مرکز مولانا پژوهی دانشگاه سلجوق در ایران.[۵۱]
- دریافت کلید طلایی شهر خوی و مقبرهٔ شمس در جشنوارهٔ بین‌المللی شمس تبریزی در آبان ۱۳۸۶[۵۲]
- دریافت لوح سپاس از شهرداری شهر ایرواین کالیفرنیا به پاس قدردانی از تلاش‌های شهرام ناظری در ترویج پیام معنوی صلح در قالب موسیقی و شعرهای مولوی[نیازمند منبع]
- نام‌گذاری روز ۲۵ ماه فوریه سال ۲۰۰۶ به نام «شهرام ناظری»، توسط رئیس شواری شهر و شهردار سن دیه گو در حوزهٔ جغرافیایی سن‌دیه‌گوی ایالت کالیفرنیا. در مدت کوتاهی پس از این نامگذاری، کنگرهٔ آمریکا نیز با اهدای لوح سپاس از وی تقدیر نمود.[نیازمند منبع]
- دریافت تقدیرنامه از سوی دانشگاه هاروارد به دلیل نقش مؤثر ناظری در معرفی مولوی به دنیای غرب و نوآوری در موسیقی ایرانی و جذب مخاطبان غربی[نیازمند منبع]
- دریافت تقدیرنامه از نمایندهٔ مجلس کشور کانادا برای برای استعداد افسانه‌ای در موسیقی و نبوغ هنری[۵۳][۵۴][۵۵]
- دریافت تقدیرنامه از سوی دانشگاه آکسفورد انگلستان برای پاس‌داشت چهل سال تلاش شهرام ناظری برای بالندگی شعر و موسیقی ایرانی[۵۶][۵۷][۵۸]
- جایزه سالانه مولانا (آوای مولانایی)[۵۹]
- نشان عالی یونسکو در مراسم بزرگداشت نظامی در سال ۱۴۰۰[۶۰]

## آثار

### آلبوم‌ها
| آلبوم‌ها                             | آلبوم‌ها           | آلبوم‌ها                                                  | آلبوم‌ها                                | آلبوم‌ها                                                                | آلبوم‌ها                   | آلبوم‌ها |
| ----------------------------------- | ----------------- | -------------------------------------------------------- | -------------------------------------- | ---------------------------------------------------------------------- | ------------------------- | --- |
| نام آلبوم                           | سال اجرا / انتشار | آهنگ ساز                                                 | نوازندگان / گروه                       | خواننده                                                                | ناشر                      | توضیحات |
| چاووش ۲                             | ۱۳۵۷              | محمدرضا لطفی                                             | گروه شیدا                              | محمدرضا شجریان، شهرام ناظری                                            | کانون چاووش               | اولین اثر با حضور شهرام ناظری، با محتوای مرتبط با انقلاب ۱۳۵۷ ایران، شامل دو سرود: شب نورد (برادر نوجوونه، با صدای شجریان) و آزادی (آن زمان که بنهادم، با صدای ناظری) |
| چاووش ۳                             | ۱۳۵۷              | محمدرضا لطفی، حسین علیزاده                               | گروه شیدا                              | محمدرضا شجریان، بیژن کامکار، شهرام ناظری                               | کانون چاووش               | با محتوای مرتبط با انقلاب ۱۳۵۷ ایران، در این آلبوم از اشعار «ه. الف. سایه»، «جواد آذر»، «سیاوش کسرایی»، «ابوالقاسم لاهوتی»، «محمد فرخی یزدی»، «حمید حمزه» و «امیر برغشی» استفاده شده‌است. این مجموعه حماسی و انقلابی می‌باشد. |
| چاووش ۴                             | ۱۳۵۷              | محمدرضا لطفی، پرویز مشکاتیان                             | گروه‌های شیدا و عارف                    | هنگامه اخوان، شهرام ناظری                                              | کانون چاووش               | تأثیر گرفته از شرایط ایران در ایام انقلاب ۱۳۵۷ ایران، شامل تصنیف بسیار معروف ای پدر اثر محمدرضا لطفی به یاد آیت الله طالقانی |
| چاووش ۷                             | ۱۳۵۸              | محمدرضا لطفی، پرویز مشکاتیان، هوشنگ کامکار، حسین علیزاده | گروه‌های شیدا و عارف                    | محمدرضا شجریان، شهرام ناظری                                            | کانون چاووش               | به مناسبت سالگرد انقلاب ۱۳۵۷ ایران، دربرگیرنده تصنیف‌های معروفی چون ایران ای سرای امید و رزم مشترک (همراه شو عزیز) با صدای محمدرضا شجریان و بخوان هموطن با صدای شهرام ناظری |
| چاووش ۸                             | ۱۳۵۷–۵۹           | محمدرضا لطفی                                             | گروه شیدا                              | شهرام ناظری، سیما بینا                                                 | مؤسسه فرهنگی و هنری چاووش | دربرگیرنده تصنیف خاطره انگیز کاروان شهید |
| مثنوی موسی و شبان                   | ۱۳۵۸              | جلال ذوالفنون                                            | جلال ذوالفنون، بهزاد فروهری            | آری                                                                    | شرکت سهامی الکترونیک      | دکلمه اشعار: محمد هومن، آواز ناظری به همراه سه تار نوازی ذوالفنون و نی نوازی فروهری |
| صدای سخن عشق                        | ۱۳۵۸              | کیخسرو پورناظری                                          | گروه تنبور شمس                         | آری                                                                    |                           | اجرای اشعار فارسی و کردی برپایهٔ همنوازی تنبور |
| باد صبا می‌آید                       | ۱۳۶۰              | جلال ذوالفنون                                            |                                        | آری                                                                    |                           | اشعار از مولانا، سعدی شیرازی، حافظ شیرازی و فخرالدین عراقی |
| بشنو از نی                          | اجرا در ۱۳۶۰      | فریدون شهبازیان                                          |                                        | آری                                                                    | نواگر                     | اجرا اوایل دهه۶۰، انتشار سال ۱۳۷۹، اشعار مولانا |
| گل صدبرگ                            | ۱۳۶۰              | جلال ذوالفنون، رضا قاسمی                                 |                                        | آری                                                                    |                           | برپایه همنوازی سه تار، نوازندگان: جلال ذوالفنون، رضا قاسمی، محمدحسن مهدیان، کاوه دلیر آذر، امیرهوشنگ اردلان (سه‌تار)، بیژن کامکار (دف)، شامل معروف‌ترین اثر شهرام ناظری (تصنیف اندک اندک - شعر مولانا) |
| لاله بهار                           | ۱۳۶۰              | پرویز مشکاتیان                                           | گروه عارف                              | آری                                                                    |                           | در سال ۱۳۶۲ اجرا و در سال ۱۳۶۵ منتشر شد، اشعار از مولانا، ملک الشعرا بهار، شهریار و ه. الف. سایه |
| نوروز                               | ۱۳۶۲              | حسین علیزاده، حسن کسایی                                  |                                        | آری                                                                    | وورلد نتورک               | منتشر شده در اروپا، اجرا در شهر کلن آلمان، در بهار ۱۹۹۰، اشعار فارسی و کردی کرمانشاهی، اشعار فارسی از حافظ شیرازی، سعدی شیرازی، ملک الشعرا بهار، رابعه قزادری، فردوسی و باباطاهر |
| بنمای رخ                            | ۱۳۶۳              | محمدجلیل عندلیبی                                         | گروه مولانا                            | آری                                                                    |                           | اشعار از مولانا و سعدی شیرازی |
| نجوا                                | ۱۳۶۳              | حسن یوسف زمانی                                           | گروه سلمک                              | آری                                                                    |                           | اجرای اشعار حافظ و مولانا در دستگاه شور و دستگاه ماهور ارکستر |
| یادگار دوست                         | ۱۳۶۳              | کامبیز روشن روان                                         |                                        | آری                                                                    | خوش نوا                   | اجرای ارکستر سمفونیک، تک نوازان: مجتبی میرزاده، محمد کیانی‌نژاد و حمید متبسم، کلمهٔ اشعار در این آلبوم بر عهدهٔ عبدالله آقازاده بوده‌است. آلبوم اصلی یادگار دوست پس از ضبط شش‌ماهه، میکس و مسترینگ از استودیو دزدیده شده و آلبوم منتشر شده تنها در کمتر از یک هفته با تلاش شهرام ناظری و کامبیز روشن‌روان دوباره ضبط شده‌است.                                                                                  |
| بهاران آبیدر                        | ۱۳۶۴              | هوشنگ کامکار                                             | ارکستر سمفونیک تهران                   | بیژن کامکار، شهرام ناظری                                               |                           | اشعار محلی کُردی، حافظ شیرازی و علی اکبر شیدا، اجرا توسط گروه کامکارها، اشعار محلی کُردی با تنظیم عباس کمندی، اجرا توسط ارکستر سمفونیک تهران |
| کیش مهر                             | ۱۳۶۵              | محمدجلیل عندلیبی                                         |                                        | آری                                                                    |                           | اشعار از علامه طباطبایی، شیخ بهایی، مولانا، سعدی شیرازی و حافظ شیرازی |
| بی‌قرار                              | ۱۳۶۶              | محمدجلیل عندلیبی                                         | گروه مولانا                            | آری                                                                    |                           | |
| زمستان                              | ۱۳۶۶              | محمدرضا درویشی                                           |                                        | آری                                                                    |                           | اجرای شعر زمستان، از معروف‌ترین اشعار مهدی اخوان ثالث |
| در گلستانه                          | ۱۳۶۶              | هوشنگ کامکار                                             |                                        | آری                                                                    |                           | اجرا در زمستان سال ۱۳۶۶ به مناسبت شصتمین سال تولد سهراب سپهری، با دکلمهٔ احمدرضا احمدی و همکاری گروه کُرمرکز سرود، اشعار از سهراب سپهری |
| شورانگیز                            | ۱۳۶۷              | حسین علیزاده                                             | گروه‌های عارف و شیدا                    | آری                                                                    | مؤسسه فرهنگی هنری ماهور   | اشعار حافظ شیرازی، مولانا و نظامی گنجوی، در آواز بیات ترک و دستگاه شور |
| ساقی‌نامه ۱                          | ۱۳۶۷              | کامبیز روشن روان                                         |                                        | آری                                                                    |                           | نام‌های دیگر: سوته دلان و صوفی نامه |
| ساقی‌نامه ۲                          | ۱۳۶۷              | کامبیز روشن روان                                         |                                        | آری                                                                    |                           | نام دیگر: نسیم صبحگاهی |
| آتشی در نیستان                      | ۱۳۶۷              | جلال ذوالفنون                                            |                                        | آری                                                                    |                           | بر پایه همنوازی سه تار و دربرگیرنده تصنیف بسیار معروف آتشی در نیستان حاصل آهنگ‌سازی شهرام ناظری بر روی شعری از مجذوب علیشاه |
| دل شیدا                             | ۱۳۶۷              | فرامرز پایور                                             | گروه ارکستر، گروه استادان موسیقی ایران | آری                                                                    |                           | اجرا در سال ۱۳۶۷، انتشار در زمستان ۱۳۷۱، در دستگاه اصفهان |
| سخن تازه                            | ۱۳۶۷              | مهدی آذرسینا                                             |                                        | آری                                                                    |                           | اشعاری از مولانا و حافظ شیرازی |
| کنسرت استادان موسیقی ایران          | ۱۳۶۸              | فرامرز پایور                                             | گروه استادان موسیقی ایران              | آری                                                                    |                           | اشعاری از «حکیم عمر خیام»، «سعدی شیرازی»، «مولانا»، «حافظ شیرازی»، «عارف قزوینی»، «شیخ بهایی» و ترانه‌های محلی، مقدمهٔ تصنیف تمنای وصال از ابوالحسن صبا |
| کنسرتی دیگر                         | ۱۳۶۸              | داریوش طلایی                                             | بیژن کامکار، داریوش طلایی              | آری                                                                    |                           | تاریخ اجرا سال ۱۳۶۸، تاریخ نشر ۱۳۷۱، اجرا در افشاری و ماهور، آواز به همراه سه تار نوازی داریوش طلایی و تنبک و دف نوازی بیژن کامکار |
| لیلی و مجنون                        | ۱۳۶۸              | فرامرز پایور                                             | گروه استادان موسیقی ایران              | آری                                                                    |                           | ضبط در سال ۱۳۶۸ و انتشار در سال ۱۳۸۱، شعر از: مولوی، حافظ، عارف قزوینی |
| چشم به راه                          | اردیبهشت ۱۳۷۰     | عطا جنگوک                                                | گروه شهرآشوب                           | آری                                                                    |                           | اشعار از حافظ شیرازی، ابوسعید ابوالخیر، نیما یوشیج، محمدرضا شفیعی کدکنی، ه. الف. سایه |
| مهتاب‌رو                             | ۱۳۷۱              | کیخسرو پورناظری                                          | گروه تنبور شمس                         | آری                                                                    | آواز بیستون               | برپایه همنوازی تنبور و دربرگیرنده تصنیف معروف مطرب مهتاب رو |
| حیرانی                              | ۱۳۷۵              | کیخسرو پورناظری                                          | گروه تنبور شمس                         | آری                                                                    | هم آواز آهنگ              | بخشی از این آلبوم به زبان پارسی و بخش دیگر آن به زبان مادری شهرام ناظری یعنی کردی کرمانشاهی است، برپایه همنوازی تنبور، اشعار کردی، ابوسعید ابوالخیر و مولانا |
| کنسرت کامکارها ۷۶                   | ۱۳۷۶              |                                                          | گروه کامکارها                          | آری                                                                    |                           | تمام نی اشعار اجرا شده کردی می‌باشند |
| ساز نو آواز نو                      | ۱۳۷۷              | حمید متبسم                                               | گروه دستان                             | آری                                                                    |                           | اعضای گروه دستان در آن زمان: حسین بهروزی نیا، پژمان حدادی، حمید متبسم و اردشیر کامکار |
| کنسرت ۷۷                            | ۱۳۷۷              |                                                          | گروه کامکارها                          | آری                                                                    |                           | شعر و آهنگ‌ها کردی و فارسی می‌باشند، اجرا در گرامی‌داشت یادروز حافظ در ۲۰ مهر ۱۳۷۷ با همکاری گروه کامکارها در شیراز، اشعار از مولانا و حافظ شیرازی، نسخه لوح فشرده این اثر شامل قطعات کردی نیز می‌شود |
| سفر به دیگر سو                      | ۱۳۷۷              | آری                                                      | گروه دستان                             | آری                                                                    | سروش                      | یادوارهٔ «شمس تبریزی»، ضبط اجرای زندهٔ واشینگتن ۱۹۹۸، اشعار از مولانا، نوازندگان: حمید متبسم و کیهان کلهر (سه‌تار)، پژمان حدادی (دف و تنبک) و حسین بهروزی‌نیا (عود (بربط)) |
| آواز اساطیر                         | ۱۳۷۹              | علیرضا فیض بشی پور                                       | علیرضا فیض بشی پور، حافظ ناظری         | آری                                                                    |                           | نام‌های دیگر: «شاهنامهٔ کُردی» و «نغمه‌های ساسانی»، نوازندهٔ دف و دهل: حافظ ناظری و نوازندهٔ تنبور: علیرضا فیض بشی پور |
| شهرام ناظری و گروه دستان            | میلادی: ۲۰۰۱      |                                                          | گروه دستان                             | آری                                                                    | لونگ دیستانس              | اجرای اشعار مولانا و محلی کردی، این اثر در ایران منتشر نشده‌است، این اثر با نام مستی سلامت می‌کند نیز شناخته می‌شود، در این اجرا شهرام ناظری علاوه بر آواز خوانی، دف نوازی را نیز بر عهده داشته‌است. |
| غم زیبا                             | ۱۳۸۲              | مسعود شناسا                                              |                                        | آری                                                                    |                           | اشعار از مولانا، سعدی شیرازی، حافظ شیرازی و حسن غزنوی، این اثر قرار بود با نام عاشق مشوید انتشار یابد، اجرا در بهار سال ۱۳۸۲ |
| بیست سال با آثار پرویز مشکاتیان     | تابستان ۱۳۸۲      | پرویز مشکاتیان                                           | گروه عارف                              | شهرام ناظری، علی رستمیان، حمیدرضا نوربخش و علیرضا افتخاری              | چهار باغ بانگ             | مجموعه ۳ آلبوم بیست سال با آثار پرویز مشکاتیان شامل آهنگ‌های ساخته شده توسط مشکاتیان است که با خوانندگان مختلف اجرا کرده و در هر یک از این ۳ آلبوم از اجراهای چند خواننده استفاده کرده‌است. در این مجموعه آثاری از خوانندگانی چون استاد محمدرضا شجریان، شهرام ناظری و ایرج بسطامی به چشم می‌خورد، در این آلبوم شهرام ناظری تنها تصنیف محبوب من وطن (شعر برزین آذرمهر) را خوانده‌است.                        |
| لولیان                              | ۱۳۸۴              | حمید متبسم                                               | گروه دستان                             | آری                                                                    |                           | در آواز دشتی، نوازندگان: سعید فرج‌پوری، حسین بهروزی‌نیا، پژمان حدادی، بهنام سامانی و حمید متبسم |
| بیست سال با آثار پرویز مشکاتیان ۲   | زمستان ۱۳۸۵       | پرویز مشکاتیان                                           | گروه عارف                              | شهرام ناظری، محمدرضا شجریان، ایرج بسطامی، علی رستمیان و حمیدرضا نوربخش | چهار باغ بانگ             | مجموعه ۳ آلبوم بیست سال با آثار پرویز مشکاتیان شامل آهنگ‌های ساخته شده توسط مشکاتیان است که با خوانندگان مختلف اجرا کرده و در هر یک از این ۳ آلبوم از اجراهای چند خواننده استفاده کرده‌است. در این مجموعه آثاری از خوانندگانی چون محمدرضا شجریان، شهرام ناظری و ایرج بسطامی به چشم می‌خورد، در این آلبوم از اجراهای ناظری تصنیف‌های لاله بهار و مرا عاشق آمده‌اند که قبلاً در آلبوم لاله بهار منتشر شده بودند |
| مولویه (شور رومی)                   | ۱۳۸۶              | آری                                                      |                                        | آری                                                                    |                           | تنظیم‌کننده: حافظ ناظری، این اثر نامزد دریافت جایزهٔ گرمی ایالات متحده در سال ۲۰۰۷ میلادی شده‌است، اشعار از مولانا به جز تصنیف شیدا شدم که شعر آن از شهرام ناظری (شعر تصنیف شیدا شدم به‌اشتباه به مولانا منسوب می‌شود اما این شعر (با شروع پیدا شدم) از ناظری است. |
| سفر عسرت                            | ۱۳۸۸              | فرخزاد لایق                                              |                                        | آری                                                                    |                           | این اثر در دیگر کشورها با نام «The Book of Austerity» منتشر شده‌است، اشعار از مهدی اخوان ثالث، احمد شاملو، شفیعی کدکنی و ه. الف. سایه |
| امیرکبیر                            | ۱۳۹۰              | پژمان طاهری                                              |                                        | آری                                                                    | آوای باربد                | اجرای زنده در شهر گرگان در سال ۱۳۸۹ و انتشار در سال ۱۳۹۰ و دربرگیرنده تصنیف گریه کن اثر عارف قزوینی، اشعار از مهدی اخوان ثالث، فریدون مشیری، عارف قزوینی و ه. الف. سایه |
| کنسرت شهرام ناظری و لوریس چکناوریان | ۱۳۹۰              | آری                                                      | ارکستر بزرگ کومیتاس ارمنستان           | آری                                                                    | آوای باربد                | اجرای ارکستر بزرگ کومیتاس ارمنستان به رهبری مایسترو لوریس چکناوریان در سال ۱۳۸۴ و انتشار در سال ۱۳۹۰، بیشتر آهنگ‌ها به زبان مادری شهرام ناظری، زبان کردی کرمانشاهی می‌باشند، اجراهای متفاوتی از قطعات فارسی آب حیات عشق (شعر مولانا)، زین دوهزاران من و ما (شعر مولانا) و شیدا شدم (شعر شهرام ناظری) |
| بعد یازدهم                          | ۱۳۹۲              | حافظ ناظری                                               |                                        | شهرام ناظری و حافظ ناظری                                               |                           | بخش اول سمفونی رومی ساختهٔ حافظ ناظری (پسر شهرام ناظری)، رتبهٔ دوم پرفروش‌ترین آلبوم کلاسیک جهان در همان سال انتشار، رونمایی از سه تار تکامل یافته و ابداعی حافظ ناظری |
| درفش کاویانی، کاوه آهنگر            | ۱۳۹۳              | فرید الهامی                                              | گروه فردوسی                            | آری                                                                    |                           | اجرای شاهنامه اثر حکیم ابوالقاسم فردوسی، «درفش کاویانی، کاوه آهنگر» مانند بسیاری از کارهای ناظری با وجود سازهای مختلفی که در آن نواخته شده‌است، تنبور محور می‌باشد. |
| رقصانه                              | ۱۳۹۴              | حسین پرنیا                                               |                                        | آری                                                                    |                           | توسط مؤسسه سروش نشر یافته |
| عاشق کیست                           | ۱۳۹۶              | امیر پورخلجی                                             | ارکستر سمفونیک پراگ                    | آری                                                                    |                           | |
| آرش کمانگیر                         | ۱۳۹۷              | پژمان طاهری                                              | ارکستر زهی کنسرت هاوس وین              | آری                                                                    |                           | این آلبوم بر روی منظومه آرش کمانگیر سرودهٔ سیاوش کسرایی ساخته شده‌است. قطب‌الدین صادقی نیز در بخش‌هایی از این اثر دکلمه شعر را انجام می‌دهد. |
| خنیاگر                              | اسفند ۱۴۰۰        | مسعود خضری                                               |                                        | آری                                                                    | انتشارات سروش             | بر اساس موسیقی‌های منطقه خراسان |
| راز عشق                             | ۱۴۰۲              | محمد ساعد                                                |                                        |                                                                        | سروش                      | |

### آثار دیگر

#### منتشر
| ناگفته | ۱۳۹۲ و افزوده شدن سه قطعه مسخ در سال ۱۳۹۴ | گروهی از ستارگان موسیقی کلاسیک غربی و ذاکر حسین | حافظ ناظری و شهرام ناظری | Sony Classical | این آلبوم در دیگر کشورها با نام Untold به دست شرکت سونی‌میوزیک پخش شده‌است. به جز شعر آواز نامدگان و رفتگان هوشنگ ابتهاج و شعر آهنگ دیوانه شو (مسخ سه) از شهرام ناظری، اشعار این آلبوم از مولانا می‌باشند. |

#### منتشر شده تنها در اروپا
- بیعت با مولوی:[واژه‌نامه ۲] شهرام ناظری و گروه دستان،[واژه‌نامه ۳] قطعه‌های این آلبوم همان قطعه‌های آلبوم‌های ساز نو آواز نو و سفر به دیگر سو می‌باشد.
- آلبوم نوروز: شهرام ناظری و حسین علیزاده، اجرای کلن آلمان. در دو بخش چهارگاه و موسیقی فولکلور کردی.
- آلبوم شهرام ناظری و گروه دستان که اجرای زنده‌ای از فرانسه است و شهرام ناظری در این آلبوم دف هم نواخته‌است. راست‌پنجگاه و دو قطعه محلی کردی، انتشار به دست Long Distance

#### منتشر نشده
- راست‌پنجگاه مرکب - به علت عدم دریافت مجوز حتی ضبط آرشیوی نشده‌است.[۷۴][۷۵] کار دههٔ هفتاد بر روی اشعار نو و سپید معاصر.
- کنسرت افشاری
- زاگرس - آهنگساز: ارسلان کامکار، بر اساس ملودی‌های کردی، لری و بختیاری با اشعار فارسی شاعران کلاسیک ایرانی
- کنسرت شهرام ناظری و گروه عارف - آهنگ ساز و سرپرست گروه: پرویز مشکاتیان - آلبوم تصویری، اجرا در تالار وزارت کشور در سال ۱۳۸۳ - به علت عدم دریافت مجوز منتشر نشد
- دود دِل
- کنسرت بزرگداشت نیما یوشیج - اجرا در استان مازندران
- شاعر گم شده در غبار و مه - با آهنگسازی شهرام ناظری و ارشک رفیعی، بر روی اشعاری از محمود مشرف آزاد تهرانی (م. آزاد)[۴۳]
- آلبوم نیما یوشیج با آهنگسازی ارشک رفیعی روی اشعار نیما یوشیج، در دست انتشارات سروش[۴۳]
- آلبوم خنیاگر - بر پایهٔ موسیقی محلی شمال خراسان و به همراهی مسعود خضری، آماده انتشار[۴۳][۷۶][۷۷]
- تور کنسرت‌های ترنمی در هوای بی‌چگونگی به همراه گروه دوستی و حسین علیزاده[۷۸][۷۹]
- شاهنامهخوانی، داستان بیژن و منیزه به همراه حسین علیزاده و پژمان حدادی[۸۰]
- آلبوم رستم و سهراب، شاهنامه‌خوانی به همراه فرید الهامی و گروه فردوسی، ضبط شده‌است.[۸۱]
- شاهنامه کردی شماره دو، به همراه فرید الهامی و گروه فردوسی، آماده انتشار[۸۲]

#### دیداری
- سلیمانیه عراق - کردی
- گل صدبرگ - کنسرت آمریکا
- صدای سخن عشق
- کنسرت لندن
- آتش در نیستان
- شورانگیز
- گروه کامکارها - تابستان ۷۶
- کنسرت ۷۷

#### دیگر آثار
- کنسرت افشاری ۶۲
- قطعه‌هایی آوازی که به‌اشتباه به مناجات‌های ناظری معروف شده‌اند و برخی اوقات از رادیو پخش می‌شوند. این آثار بدون اجازهٔ ناظری از رادیو پخش شده‌است و همگی بدون موسیقی‌اند.

## پیام‌ها، حضور در مراسم‌ها

### پیام تسلیت برای درگذشت محمدرضا لطفی
پس از انتشار پیام درگذشت محمدرضا لطفی، از آهنگ سازان و استادان تارنوازی ایران، شهرام ناظری پیام تسلیت خود را منتشر کرد: «باز هم یکی دیگر از پرچمداران موسیقی سنتی ایران، جهان بی‌بنیاد را وداع گفت. فقدان موسیقیدان برجسته استاد محمدرضا لطفی ضایعه‌ای است جبران‌ناپذیر برای جامعه فرهنگی ایران. پرواز نابهنگام این استاد و همکار باارزش قدیمی را به خانواده محترم ایشان و جامعه هنردوست ایران تسلیت عرض می‌کنم».

### در مراسم خاکسپاری سیمین بهبهانی
شهرام ناظری پس از درگذشت بانوی غزل ایران، سیمین بهبهانی در مراسم به خاک سپاری و یادبود او حضور پیدا کرد و در حین تسلیت‌گویی، شعر دوباره می‌سازمت وطن را خواند. از دیگر هنرمندان حاضر در این مراسم می‌توان به محمدرضا شجریان و همایون شجریان اشاره کرد.

### کنفرانس سالگرد نسل‌کشی کُردهای فَیلی
شهرام ناظری در کنفرانس علمی بین‌المللی که به مناسبت سالگرد نسل‌کشی کُردهای فَیلی طی روزهای ۱۲ تا ۱۵ اردیبهشت ماه ۱۴۰۲ (۲ تا ۵ می ۲۰۲۳) در تالار «سعد عبدالله» در شهر اربیل پایتخت اقلیم کردستان عراق برگزار شد حضور پیدا کرد و به همراه گروه «سانیار» به سرپرستی فرید الهامی به اجرای قطعات آوازی پرداخت.

## نگارخانه

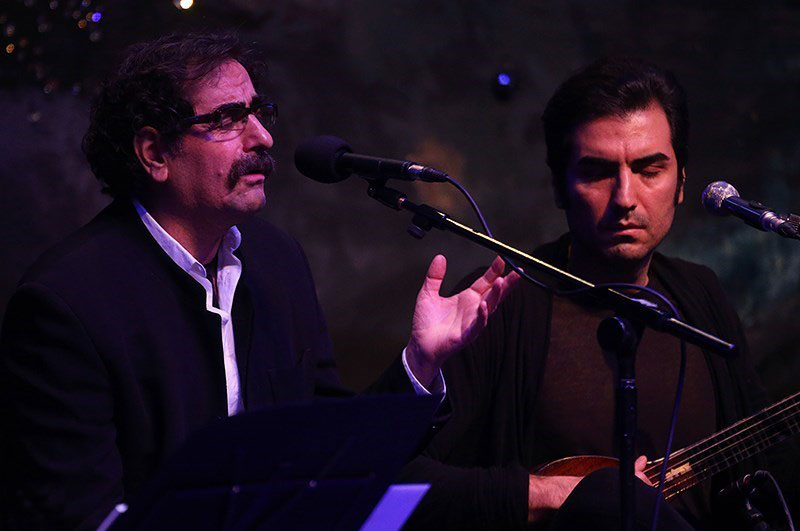
کنسرت ناگفته در تهران به همراه حافظ ناظری
محمود مرآتی و شهرام ناظری
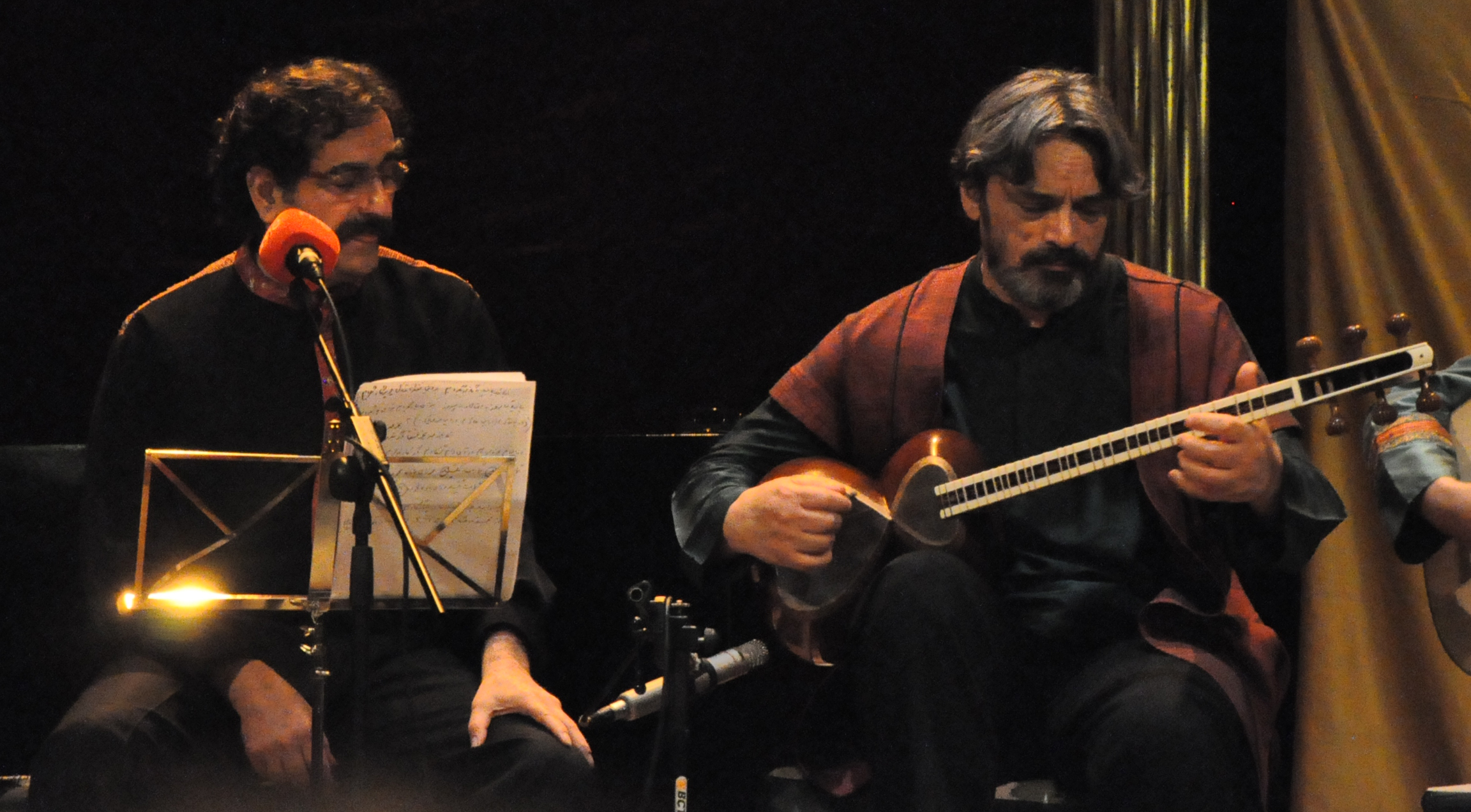
شهرام ناظری و حسین علیزاده، مادرید
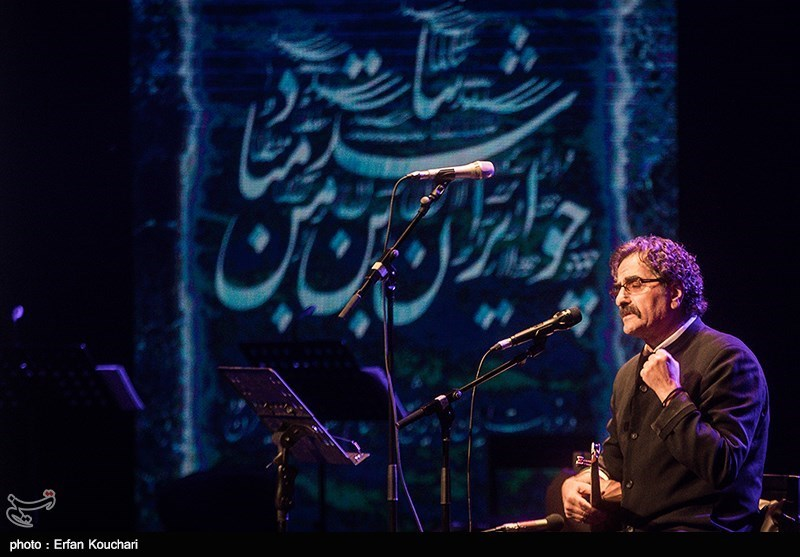
شهرام ناظری، کنسرت آوای پارسی
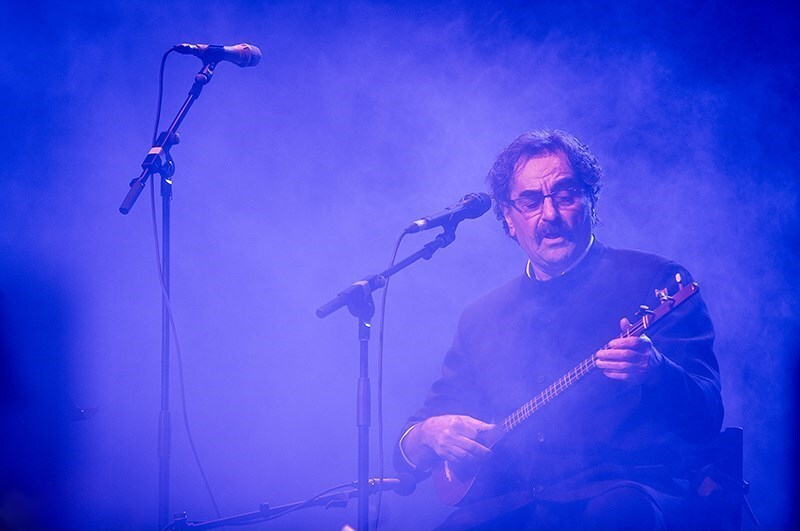
شهرام ناظری کنسرت تهران ۲۰۱۷
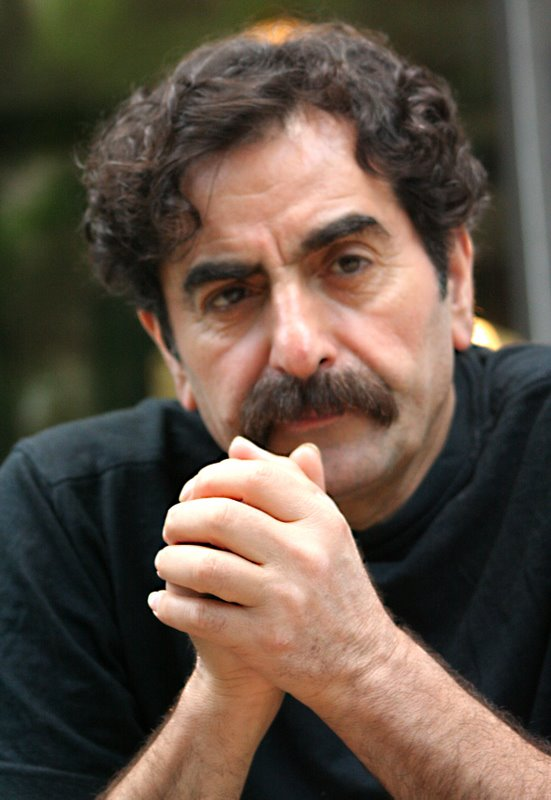
شهرام ناظری ۱۳۸۱
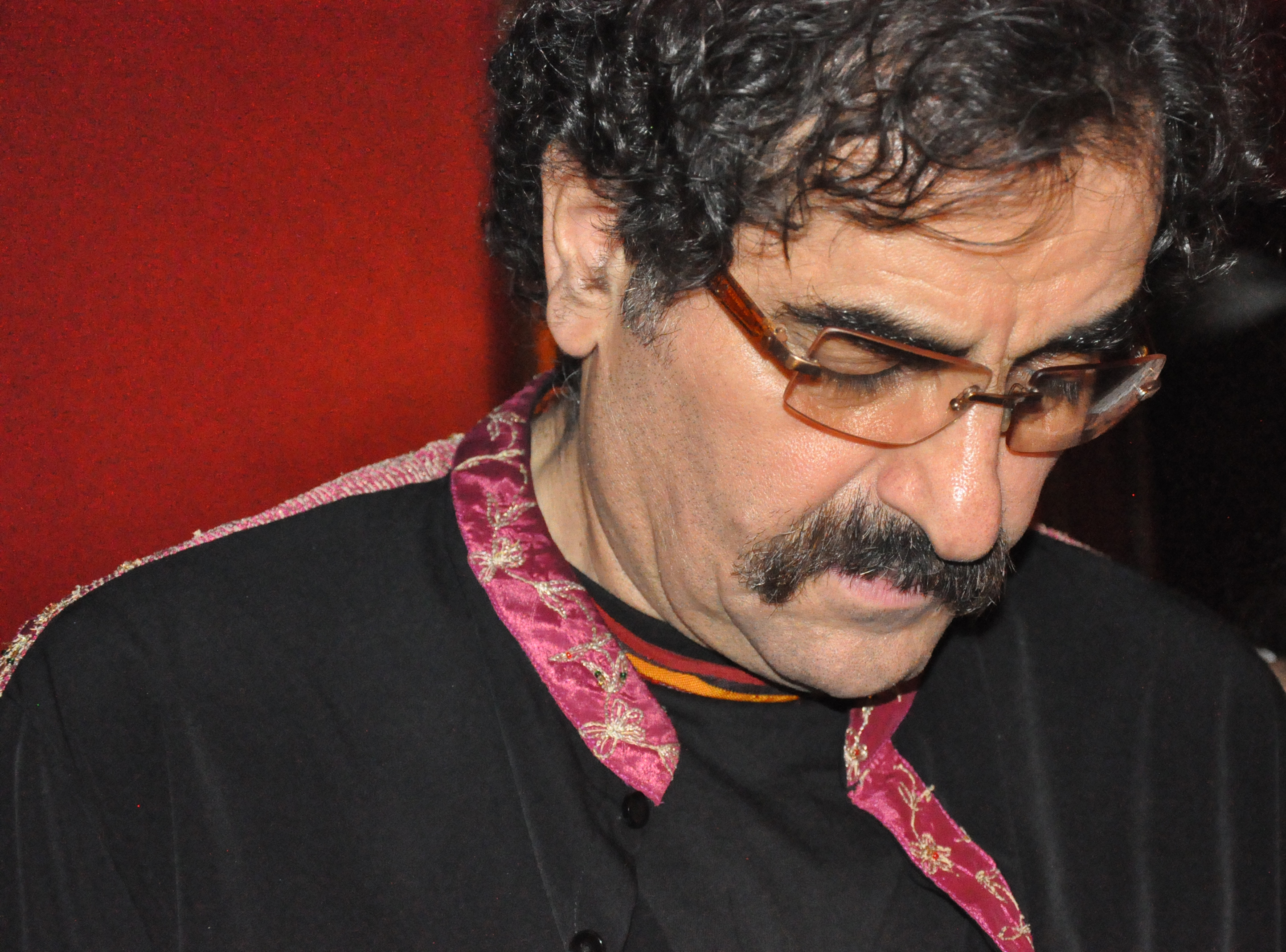
شهرام ناظری
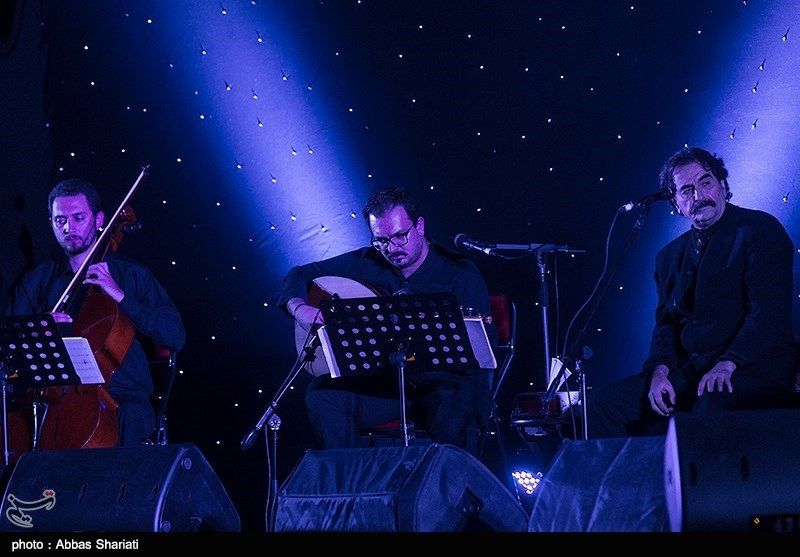
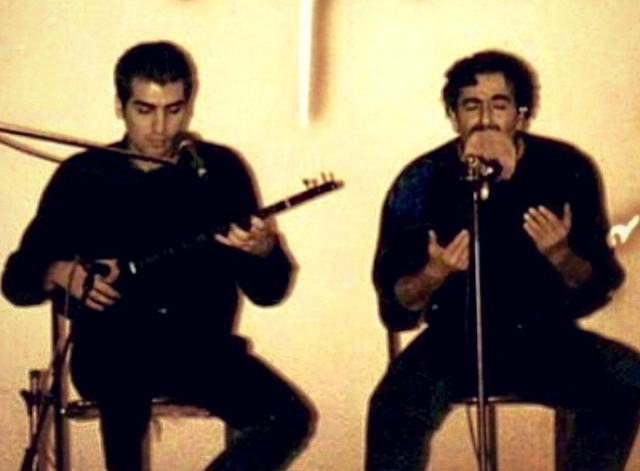
تور سال ۱۳۸۰ به همراه حافظ ناظری
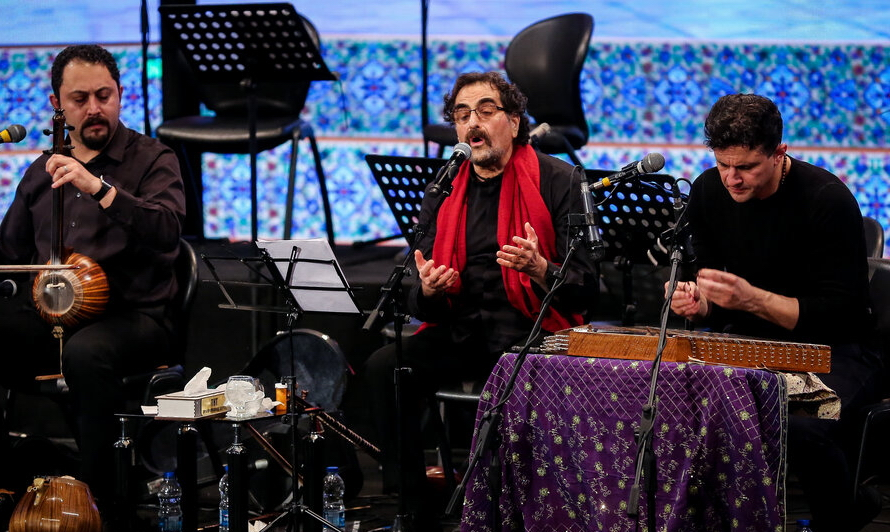
شهرام ناظری و پژمان طاهری، کنسرت آرش کمانگیر ۱۳۸۷
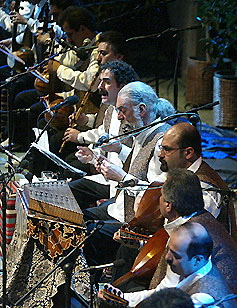
شهرام ناظری و پرویز مشکاتیان، کنسرت گروه عارف ۱۳۸۳
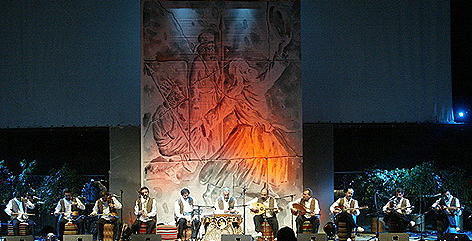
پرویز مشکاتیان و شهرام ناظری ۱۳۸۳
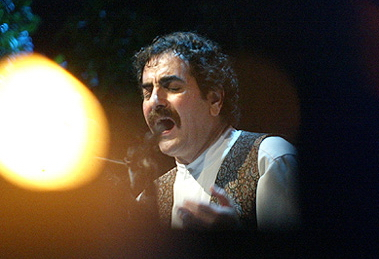
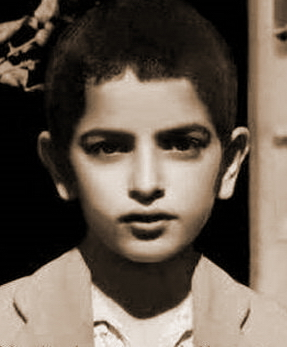
شهرام ناظری در کودکی
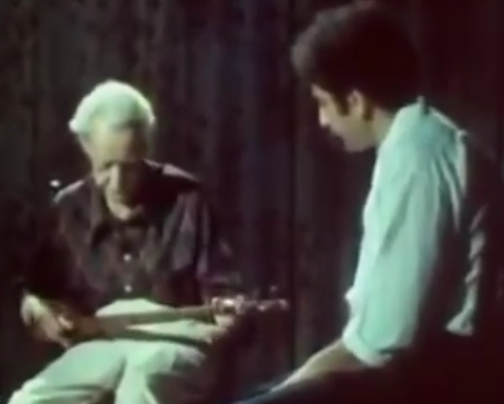
شهرام ناظری جوان و استادش احمد عبادی
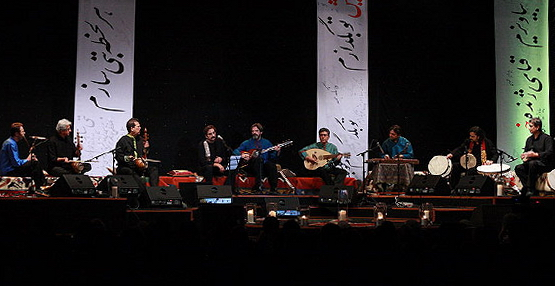
شهرام ناظری، کنسرت گروه دوستی